# Нозимзода, Шахбози Сирожиддин
Шахбо́зи Сирожидди́н Нозимзо́да (тадж. Шаҳбози Сироҷиддин Нозимзода; род. 8 марта 1999, Купрукбоши) — российский самбист, обладатель Кубка России (2023), бронзовый призёр чемпионатов России по боевому самбо (2022, 2025), мастер спорта России международного класса (2023). 

## Биография
Шахбози Нозимзода родился 8 марта 1999 года в селе Купрукбоши Кофарнихонского района Республики Таджикистан. По национальности таджик. С 4 лет живёт в Новосибирске.
В 2012 году отец Сироджидин Нозимов, привел Шахбоза в секцию борьбы самбо к тренеру Сергею Цыганову по достижению 17 лет начал тренировать по боевому самбо.
27 мая 2020 года присвоено звание мастера спорта России по самбо.
Нозимзода в 2022 году вошел в состав сборной команды России, став бронзовым призером чемпионата России по боевому самбо в Верхней Пышме. 
В декабре 2022 года был призван на срочную службу в армию.
2023 году стал обладателем Кубка России в городе Кстово и Кубка Основоположникам самбо по боевому самбо в Москве.
31 октября 2023 года ему было присвоено звание «Мастер спорта России международного класса».
В 2024 году окончил Новосибирский колледж олимпийского резерва.
Учится в Сибирском государственном университете геосистем и технологий институт кадастра и природопользования (ИКиП).

## Спортивные результаты
- Боевое самбо
  - Чемпионат России по самбо 2022 — ;
  - Кубок Основоположникам самбо 2023 — ;
  - Кубок России по самбо 2023 — ;
  - Чемпионат России по самбо 2025 — ;